# Katharina Huber
Katharina Huber (Leoben, 3 ottobre 1995) è una sciatrice alpina austriaca.

## Biografia
Originaria di Sankt Georgen am Reith e attiva in gare FIS dal dicembre del 2010, la Huber ha debuttato in Coppa Europa il 19 gennaio 2013 a Schruns in slalom speciale, senza completare la prova, e in Coppa del Mondo il 28 novembre 2015 ad Aspen nella medesima specialità, classificandosi 18ª. Nel 2015 ai Mondiali juniores che si sono disputati a Hafjell ha vinto la medaglia d'argento nella gara a squadre e alla successiva rassegna iridata juniores, Soči/Roza Chutor 2016, ha vinto la medaglia di bronzo nello slalom speciale.
Il 4 febbraio 2019 ha colto a Obdach in slalom speciale la sua prima vittoria, nonché primo podio, in Coppa Europa; ai successivi Mondiali di Åre 2019, suo esordio iridato, è stata 7ª nello slalom speciale, mentre ai seguenti Mondiali di Cortina d'Ampezzo 2021 si è classificata 13ª nella combinata e non ha completato slalom speciale. L'anno dopo ai XXIV Giochi olimpici invernali di Pechino 2022, sua prima presenza olimpica, ha vinto la medaglia d'oro nella gara a squadre (partecipando come riserva) e si è piazzata 12ª nello slalom speciale e 5ª nella combinata; ai Mondiali di Courchevel/Méribel 2023 è stata 11ª nello slalom speciale e non si è qualificata per la finale nel parallelo e a quelli di Saalbach-Hinterglemm 2025 si è classificata 14ª nello slalom speciale e 6ª nella combinata a squadre.

## Palmarès

### Olimpiadi
- 1 medaglia:
  - 1 oro (gara a squadre a Pechino 2022)

### Mondiali juniores
- 2 medaglie:
  - 1 argento (gara a squadre a Hafjell 2015)
  - 1 bronzo (slalom speciale a Soči/Roza Chutor 2016)

### Coppa del Mondo
- Miglior piazzamento in classifica generale: 31ª nel 2024

#### Coppa del Mondo - gare a squadre
- 1 podio:
  - 1 terzo posto

### Coppa Europa
- Miglior piazzamento in classifica generale: 15ª nel 2018
- 2 podi:
  - 1 vittoria
  - 1 terzo posto

#### Coppa Europa - vittorie
| Data            | Località | Paese   | Specialità |
| --------------- | -------- | ------- | ---------- |
| 4 febbraio 2019 | Obdach   | Austria | SL         |

Legenda:

SL = slalom speciale

### Australia New Zealand Cup
- Miglior piazzamento in classifica generale: 7ª nel 2017
- 2 podi:
  - 1 vittoria
  - 1 secondo posto

#### Australia New Zealand Cup - vittorie
| Data             | Località     | Paese         | Specialità |
| ---------------- | ------------ | ------------- | ---------- |
| 1 settembre 2016 | Coronet Peak | Nuova Zelanda | SL         |

Legenda:

SL = slalom speciale

### Campionati austriaci
- 5 medaglie:
  - 1 oro (slalom speciale nel 2020)
  - 3 argenti (slalom gigante, slalom speciale nel 2016; slalom speciale nel 2023)
  - 1 bronzo (slalom speciale nel 2025)